# Hibiscus caerulescens
Hibiscus caerulescens är en malvaväxtart som beskrevs av Henri Ernest Baillon. Hibiscus caerulescens ingår i Hibiskussläktet som ingår i familjen malvaväxter.

## Underarter
Arten delas in i följande underarter:
- H. c. atalofosy
- H. c. bevilanyensis
- H. c. humbertiellus